# 有利銀行

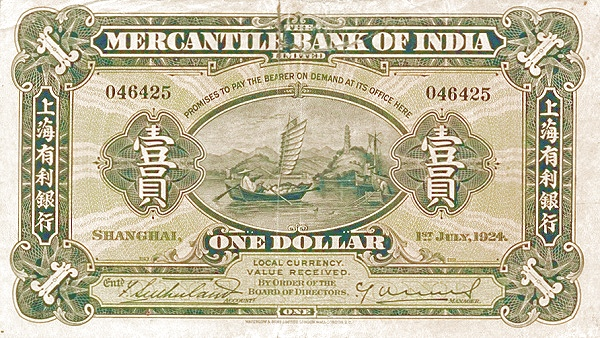
有利銀行一 元鈔票

有利銀行是第二家在香港開業的銀行（香港第一家銀行為1845年設立的東藩匯理銀行香港分行）。

## 歷史
- 1853年在印度孟买设立的“印度、伦敦、中国商业银行”（Mercantile Bank of India，London and China）。
- 1854年10月2日，该行在上海設立分行
- 1857年该行与亚细亚特许银行（Chartered Bank of India）合并，英文定名为Chartered Mercantile Bank of India，London and China，中文名通称为有利银行。
- 香港分行亦在1857年8月1日開業，1862年獲准發行港元鈔票。
- 1858年，有利銀行總行遷往英國倫敦。有利銀行是香港銀行體系中起著重要作用的一家英資銀行。在很長的一段時間裡，它一直是香港三大發鈔銀行之一。
- 1892年，因营业不佳，为发行优先股，将Chartered和London and China三字取消，按英国公司法改组，英文名改为Mercantile Bank of India，中文名「印度有利銀行」。总行仍设在伦敦。缩小营业范围，上海分行改为代理处，附设于怡和洋行。該行在改組中放棄發鈔特許，以有限公司註冊。
- 1912年，有利銀行恢復發鈔，直至1974年後才停止。
- 1915年营业有了起色，上海代理处又改为分行。
- 1941年底太平洋战争爆发后，上海分行被日军接管停业，抗日战争胜利后复业，1952年上海分行停业。
- 1959年12月，有利銀行被香港上海滙豐銀行收購，其名稱中也消去「印度」一詞，改名为「The Mercantile Bank Limited - 有利銀行」，並於1966年將總行遷往香港。
- 1976年3月1日開始發行新版一百元鈔票，為有利銀行最後發行的鈔票。[1]
- 1977年12月31日香港政府刊憲撤銷有利銀行的鈔票發行權（共三千萬元發行額），其紙幣發行權利悉數撥入滙豐銀行的紙幣發行額。[2]
- 1984年5月，滙豐以1億4500萬港元代價將有利銀行股權轉讓予萬國寶通銀行（即今花旗銀行）。其時，有利銀行的業務已多數併入滙豐的分行網絡之中，只剩下泰國兩間、香港一間及倫敦一間分行。[3]
- 1987年：再轉售予日本三菱銀行（即今三菱UFJ銀行）。